# Bibiana Aído
Bibiana Aído Almagro (Alcalá de los Gazules, 2 febbraio 1977) è una politica spagnola.
Politica socialista e iscritta al Partito Socialista Operaio Spagnolo (PSOE), è stata ministro dell'Uguaglianza (Ministra de Igualdad de España) da aprile 2008 a ottobre 2010, nel Governo Zapatero II; il 14 aprile 2008 a 31 anni è stata la più giovane componente a far parte del governo del Regno di Spagna.

## Biografia
Bibiana Aído è "figlia d'arte": suo padre Francisco Aído è stato il primo sindaco socialista di Alcalá de los Gazules dopo la dittatura franchista.
Laureata in Amministrazione e Direzione d'impresa presso l'Università di Cadice (Administración y Dirección de Empresas), ha seguito un master in International Business Administration alla università di Northumbria nella Università di Newcastle nel Regno Unito. A 16 anni entrò nelle Juventudes Socialistas de Cádiz (Gioventù Socialista di Cadice) e fondò con altri giovani compagni la sede della gioventù socialista nel suo paese natale, nel 1995 si affiliò al Partito Socialista (Partido Socialista Obrero Español). Prese parte della lista elettorale per le elezioni municipali della città di Cadice nel 1999 e per le autonomiche in Andalusia l'anno successivo.
Nel 2002 entrò nell'Osservatorio d'imprenditoria presso l'università nella quale si era laureata qualche anno prima; da qui iniziò la carriera politica nel febbraio 2003, come Delegata al consiglio della cultura per il governo autonome dell'Andalusia (Junta de Andalucía) a Cadice e Direttrice dell'Agenzia Andalusa per lo sviluppo del Flamenco da luglio 2006 a marzo 2008.
Il 12 aprile 2008 fu nominata titolare del neonato dicastero de Igualdad (Ministro per le Pari Opportunità) nella IX Legislatura, nel secondo governo guidato da José Luis Rodríguez Zapatero.
Nei primi mesi del 2009 ha dato inizio all'aggiornamento della legge sull'interruzione volontaria di gravidanza, convocando un gruppo di esperti per arrivare a una legge; numerose sono state le critiche provenutele dai gruppi PROVIDA, dal Partido Popular e dalla Conferenza Episcopale, che da parte sua si è mobilitata con una campagna pubblicitaria contro la riforma della legge sull'aborto targata Aido. Tra le leggi e le disposizioni già in vigore dalla sua nomina a Ministro, c'è l'attivazione del telefono per le violenze contro le donne e l'istituzione di appositi tribunali per i casi di abusi e violenze di genere.
Intervistata dal quotidiano spagnolo El País, suscitò polemiche anche in Italia per alcune dichiarazioni su Silvio Berlusconi, nelle quali consigliava al presidente del consiglio Italiano di sottoporsi a sedute psichiatriche.
Nel novembre 2009 a Madrid in occasione delle celebrazioni per la giornata internazionale per l'eliminazione della violenza contro le donne, ha inaugurato il primo congresso internazionale "gioventù e violenza di genere", patrocinato dal Ministero dell'Uguaglianza, al quale parteciparono 1 200 ragazzi e ragazze da tutto il mondo per due giornate di lavori.
Il 2009 si è chiuso per Aido con l'approvazione da parte del Congreso de los diputados della riforma sulla legge dell'aborto e salute sessuale. (I.V.E. interrupcion voluntaria del embarazo). Il 5 giugno 2010 è entrata in vigore la nuova legge sulla Salute sessuale e riproduttiva che per la prima volta in Spagna prevede la legalizzazione dell'interruzione volontaria di gravidanza entro la quattordicesima settimana di gravidanza. Questa legge viene a parziale riforma di quella pubblicata nel 1985.
il 25 giugno 2011 La segretaria di Stato per l'uguaglianza Bibiana Aído viene nominata consigliera dell'agenzia delle nazioni unite per le donne (UNWomen), il 14 luglio dello stesso anno le viene conferita la laurea honoris causa in diritto civile, alla Northumbria University, di Newcastle.
Dal 2017 è ambasciatrice ONU per le donne in Ecuador.

## Critiche
La nuova Legge Integrale sulla Violenza di Genere di cui si è resa promotrice ha suscitato diverse polemiche nella magistratura spagnola. Il giudice decano di Barcellona, Maria Sanahuja, dice a questo proposito:
(Maria Sanahuja)
 Il Giudice Francisco Serrano Castro aggiunge: 
(Francisco Serrano Castro)